# Fahad Al-Ghesheyan
Fahad Al-Ghesheyan (1 de agosto de 1973) é um ex-futebolista profissional saudita, que atuava como atacante.

## Carreira
Disputou a Copa do Mundo de 1994, marcando um gol contra a Suécia, atuando pela Seleção da Arábia Saudita.